# حس تعادل

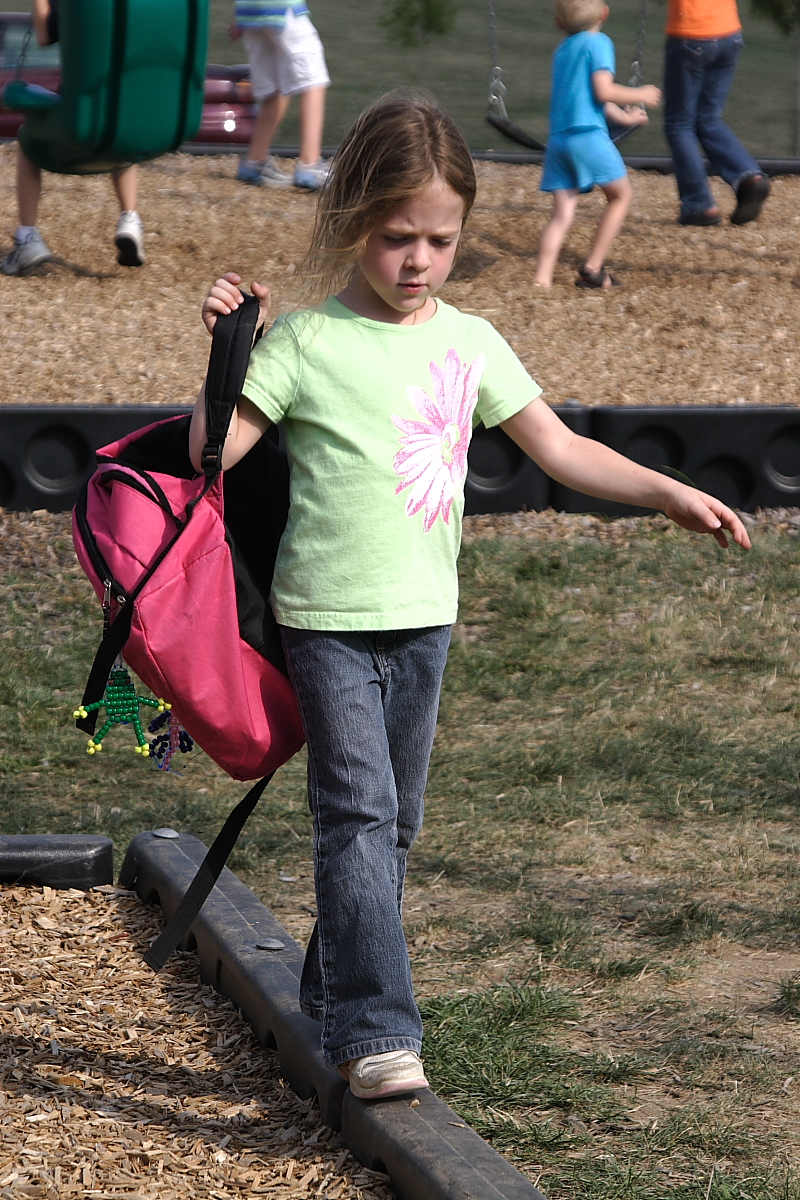
پیشرفت قابلیت تعادل در کودکان

حس تعادل (انگلیسی: equilibrioception) به ادراک تعادل و جهت‌گیری فضایی گفته می‌شود که در انسان و سایر جانوران نقش مهمی در حفظ تعادل در هنگام حرکت و نیوفتادن حین آن ایفا می‌کند. این حس با همکاری شماری از سیستم‌های حسگر ایجاد می‌شود؛ چشم، گوش داخلی (سیستم دهلیزی) و حس عمقی بدن که موقعیت جایگیری اندام‌های بدن در فضا را به مغز مخابره می‌کند.
بخش داخلی گوش که در آن سیستم دهلیزی تعبیه شده حاوی مجاری نیم‌دایره است که با سیستم بینایی همکاری می‌کند تا تمرکز بر اشیاء در حین حرکت سر حفظ شود. به این خاصیت رفلکس دهلیزی–چشمی گفته می‌شود.

## در سایر جانوران
برخی جانوران حس تعادل قوی تری از انسان‌ها دارند، به‌طور مثال گربه‌ها علاوه بر گوش میانی از دم خود نیز برای حفظ تعادل در هنگام حرکت روی حصارها استفاده می‌کنند. درمورد برخی دیگر از جانوران دریایی نیز تعادل با اندام‌هایی کاملاً متفاوت حس می‌شود، مثلاً ساختار ترازکیسه که با حرکت ترازسنگ‌ها درونشان موقعیت حرکت را به جانور اطلاع می‌دهند.

## در گیاهان
می‌توان گفت گیاهان نیز به‌نوعی حالتی از حس تعادل را نشان دهند، به‌طوریکه اگر جهتشان تغییر داده شود همچنان شاخه به سمت بالا (خلاف گرانش) و ریشه به سمت پایین (موافق گرانش) رشد می‌کند که به آن زمین‌گرایی گیاهان گفته می‌شود. این موضوع در جوانه گیاه صنوبر مشخص شده است که به انحراف و جابجایی مسیر رشد خود پاسخ می‌دهد.